# Majapahitriket

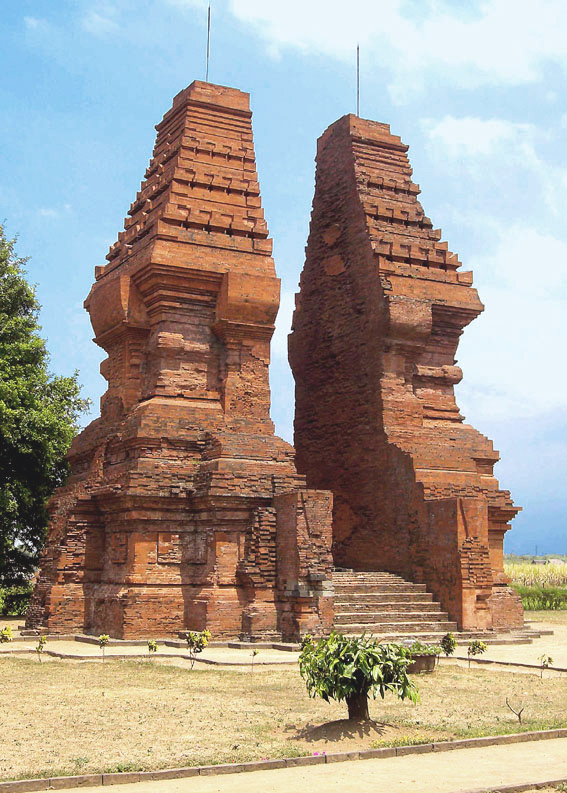
Wringin Lawang, en portal från 1300-talet i Trowulan på Java.

Majapahitriket på östra Java, södra Malackahalvön, Borneo, Sumatra och Bali från ungefär 1293 till 1500. Dess största härskare var Hayam Wuruk, som regerade 1350 till 1389. Hans regeringstid markerade rikets storhetstid. 

## Historia
Majapahiterna var det sista av de stora hinduiska rikena i Sydostasien. Detta rike föregicks av Shrivijayariket, med sin bas i Palembang på Sumatra. Grundare av Majapahitriket var Kertarajasa, svärson till härskaren i Singhasaririket på Java. Sedan Singhasari helt drivit ut Shrivijaya från Java 1290 kom Singhasaris ökande makt till Khubilai khans kännedom och han sände därför sändebud för att kräva tribut. Kertanagara, härskare över Singhasaris, vägrade betala, vilket föranledde Khubilai khan att sända en straffexpedition till Java 1293.
Vid denna tid hade emellertid en upprorsmakare från Kediri, Jayakatwang, redan mördat Kertanagara. Majapahitrikets grundare allierade sig med mongolerna mot Jayakatwang, men svek sina allierade sedan Singhasaririket krossats och tvingade bort mongolerna från de sydöstasiatiska öarna.
Gajah Mada, premiärminister från 1328 till 1364 under först drottning Tribhuwana Wijayatunggadewi och sedan kung Hayam Wuruk, förde expansionskrig och utökade rikets makt till omgivande öar. Ett par år efter hans död lyckades Majapahiternas flotta erövra Palembang och krossa Shrivijayariket.
Under Majapahitrikets tid började islam öka sin makt, och vinna proselyter i området. Sedan den majapahitiska makten börjat gå tillbaka under 1400-talet kunde det muslimska sultanatet i Malacka istället expandera. 
De styrande klasserna kunde vid rikets sammanfall, efter ett nederlag mot det muslimska sultanatet Demak år 1498, dra sig tillbaka till Bali, där den hinduiska statskulturen kunnat överleva ända in i våra dagar. 
Det är oklart huruvida det kvarvarande Majapahit blev en vasall under Demak 1498 eller fortsatt fick vara självständigt, men dess nederlag orsakade en stor flykt av dess ledande medlemmar inom politik, konst och religion att fly till Bali. 
År 1517 intogs slutligen Majapahits huvudstad Daha av Demak, och 1527 utplånades de sista resterna av riket på Java. Därefter dominerades Java av muslimska sultanat, medan Bali förblev hinduiskt.